# Saba Anglana
Saba Anglana (née à Mogadiscio le 17 novembre 1970) est une actrice et chanteuse somali-italienne.

## Biographie
Saba Anglana est née à Mogadiscio, la capitale de la Somalie, pendant la période démocratique. Sa mère était la fille d'exilés somaliens vivant en Éthiopie et son père un ancien ressortissant italien, ancien commandant de l'armée italienne émigré en  Somalie après la Seconde Guerre mondiale,.
En raison des liens du père avec l'ancienne administration coloniale les Anglana sont considérés comme des possibles espions et doivent s' exiler en Italie, alors que Saba était encore une enfant. Élevée en Italie, elle a  étudié à l'Université la Sapienza de Rome ainsi que la langue Somalienne avec sa mère, en particulier le dialecte régional de Xamar Weyne.
Dans les années 1990, elle commence une carrière d'actrice à la télévision italienne dans la série série télévisée intitulée La Squadra où elle joue une policière.
En 2007, Saba Anglana sort son premier album studio intitulé Jidka (The Line), mélange de sons traditionnels de son pays natal et de son pays d'accueil.
En 2010 sort son l'album Biyo (water is life), puis en  2012  Life Changanyisha, enregistré en Tanzanie et chanté en swahili et en 2015 Ye Katama Hod (The belly of the city).